# Sclerothamnus
Sclerothamnus is een geslacht van sponsdieren uit de klasse van de Hexactinellida.

## Soort
- Sclerothamnus clausi Marshall, 1875